# San Lorenzo (Bolívar)
San Lorenzo ist eine Ortschaft und eine Parroquia rural („ländliches Kirchspiel“) im Kanton Guaranda der ecuadorianischen Provinz Bolívar. Die Parroquia besitzt eine Fläche von 93,71 km². Die Einwohnerzahl lag im Jahr 2010 bei 1857. Das Verwaltungsgebiet umfasst etwa 15 Comunidades. Die Bevölkerung besteht aus 96 Prozent Mestizen sowie 2 Prozent Indigenen.

## Lage
Die Parroquia San Lorenzo liegt in der Cordillera Occidental im Osten der Provinz Bolívar. Die Längsausdehnung in Ost-West-Richtung beträgt 16,5 km, die maximale Breite in Nord-Süd-Richtung knapp 7 km. Die östliche Verwaltungsgrenze verläuft entlang der kontinentalen Wasserscheide. Dort verläuft der Hauptkamm der Cordillera Occidental mit Höhen von 4300 m. Im Westen reicht die Parroquia bis zu dem nach Süden fließenden Río Chimbo. Dessen linker Nebenfluss Río Blanco durchquert das Areal in westlicher Richtung. Der 2530 m hoch gelegene Hauptort befindet sich 9,5 km südlich der Provinzhauptstadt Guaranda.
Die Parroquia San Lorenzo grenzt im Norden an die Parroquia San Simón, im Osten an die Provinz Chimborazo mit der Municipio Villa La Unión im Kanton Colta, im Süden an die Parroquia Santiago (Kanton San Miguel de Bolívar) sowie im Westen an die Parroquia San José de Chimbo (Kanton Chimbo).

## Wirtschaft
In der Parroquia wird Landwirtschaft betrieben. Es werden Mais, Weizen, Kartoffeln und Erbsen angebaut.

## Geschichte
Die Parroquia San Lorenzo gehört seit der Gründung der Provinz Bolívar am 23. April 1884 zu dieser.